# Le Loreur
Le Loreur település Franciaországban, Manche megyében. Lakosainak száma 262 fő (2022. január 1.). Le Loreur Cérences, Hudimesnil, La Meurdraquière, Saint-Sauveur-la-Pommeraye és Ver községekkel határos.

## Népesség
A település népességének változása:
| Lakosok száma | 203  | 166  | 167  | 178  | 267  | 274  | 275  | 283  | 276  | 262  |
|               | 1968 | 1982 | 1990 | 2006 | 2013 | 2015 | 2017 | 2019 | 2020 | 2022 |